# Pat Hentgen
Patrick George Hentgen (Detroit, Míchigan, 13 de noviembre de 1968), más conocido como Pat Hentgen, es un exjugador profesional estadounidense de béisbol que se desempeñó en la posición de lanzador en las Grandes Ligas de Béisbol (MLB). Logró obtener el Premio Cy Young.

## Carrera
Hentgen jugó como profesional nueve temporadas en Toronto Blue Jays (1991-1999), después pasó a St. Louis Cardinals (2000), luego a Baltimore Orioles (2001-2003), posteriormente regresó a Toronto Blue Jays, donde jugó una temporada (2004), y fue el equipo en el que se retiró.

## Premios
Fue galardonado con el Premio Cy Young en una oportunidad (1996).